# Georges Beuchat
Georges Beuchat (Marsiglia, 11 febbraio 1910 – Cassis, 20 ottobre 1991) è stato un inventore e imprenditore francese.

## Biografia
Georges Beuchat fu un pioniere delle immersioni subacquee e fondatore della Beuchat.
Durante l'arco della sua attività inventò dispositivi che hanno fatto la storia delle immersioni subacquee, come la boa di superficie nel 1948, la prima custodia impermeabile per fotocamere nel 1950, le prime pinne con valvola Jetfins nel 1964.

## Invenzioni
- 1947: Tarzan fucile subacqueo
- 1948: Boa di superficie
- 1950: Tarzan custodia impermeabile per fotocamera
- 1950: Tarzan Calf cover
- 1958: Compensatore (maschera)
- 1960: Espadon pinne
- 1963: Tarzan muta
- 1964: Jetfins pinne
- 1964: Souplair regulator
- 1975: Marlin fucile s.
- 1978: Atmos regulator

## Onorificenze
- 1961: Prix de l’Exportation